# Albano Olivetti
 Albano Olivetti  nacido el 24 de noviembre de 1991 es un tenista profesional francés.

## Carrera
Su ranking más alto a nivel individual fue el puesto N.º 161, alcanzado el 26 de mayo del 2014. A nivel de dobles alcanzó el puesto N.º 40 el 22 de julio de 2024.
Hasta el momento ha obtenido 21 títulos de la categoría ATP Challenger Tour, todos ellos en la modalidad de dobles.

### 2011
Debutó en un torneo de Grand Slam en el año 2011, cuando disputó el Torneo de Roland Garros junto a su compatriota Kenny de Schepper. Tras una victoria en primera ronda ante Michael Berrer y Florian Mayer, cayeron derrotados posteriormente por Robert Lindstedt y Horia Tecau.

### 2012 - 2013
Olivetti participa principalmente en el ATP Challenger Tour. En abril de 2012 logró su primer título en dobles junto a su compatriota Pierre-Hugues Herbert. Ganaron el Orange Open Guadeloupe disputado en Le Gosier, Guadalupe, Francia. 
En septiembre del año 2013 y nuevamente con Herbert se hacen con el Trophée des Alpilles disputado en Saint-Rémy-de-Provence, Francia. Derrotaron en esta ocasión a la pareja compatriota formada por Marc Gicquel y Josselin Ouanna.

### 2014
En el mes de febrero participó con gran suceso en el Challenger de Quimper 2014 ganando el título en dobles. Junto a Herbert nuevamente derrotaron a los croatas Toni Androić y Nikola Mektić en la final para obtener su tercer título de la carrera.

## Títulos ATP (2; 0+2)

### Dobles (2)
| Leyenda                         |
| Grand Slam (0)                  |
| ATP Wourld Tour Finals (0)      |
| ATP Masters 1000 World Tour (0) |
| ATP World Tour 500 series (0)   |
| ATP World Tour 250 series (2)   |

| N.º | Fecha               | Torneo | Superficie    | Pareja       | Oponentes en la final           | Resultado        |
| --- | ------------------- | ------ | ------------- | ------------ | ------------------------------- | ---------------- |
| 1.  | 21 de abril de 2024 | Múnich | Tierra batida | Yuki Bhambri | Andreas Mies Jan-Lennard Struff | 7-6(6), 7-6(5)   |
| 2.  | 21 de julio de 2024 | Gstaad | Tierra batida | Yuki Bhambri | Ugo Humbert Fabrice Martin      | 3-6, 6-3, [10-6] |

#### Finalista (7)
| N.º | Fecha                    | Torneo      | Superficie    | Pareja                | Oponentes en la final          | Resultado              |
| --- | ------------------------ | ----------- | ------------- | --------------------- | ------------------------------ | ---------------------- |
| 1.  | 18 de julio de 2021      | Bastad      | Tierra batida | Andre Begemann        | Sander Arends David Pel        | 4-6, 2-6               |
| 2.  | 12 de febrero de 2023    | Montpellier | Dura (i)      | Maxime Cressy         | Robin Haase Matwé Middelkoop   | 6-7(4), 6-4, [6-10]    |
| 3.  | 4 de febrero de 2024     | Montpellier | Dura (i)      | Sam Weissborn         | Sadio Doumbia Fabien Reboul    | 7-6(5), 4-6, [6-10]    |
| 4.  | 25 de mayo de 2024       | Lyon        | Tierra batida | Yuki Bhambri          | Harri Heliövaara Henry Patten  | 6-3, 6-7(4), [8-10]    |
| 5.  | 24 de septiembre de 2024 | Chengdú     | Dura          | Yuki Bhambri          | Sadio Doumbia Fabien Reboul    | 4-6, 6-4, [4-10]       |
| 6.  | 9 de noviembre de 2024   | Metz        | Dura (i)      | Pierre-Hugues Herbert | Sander Arends Luke Johnson     | 4-6, 6-3, [3-10]       |
| 7.  | 20 de julio de 2025      | Gstaad      | Tierra batida | Hendrik Jebens        | Francisco Cabral Lucas Miedler | 7-6(4), 6-7(4), [3-10] |

## Títulos ATP Challenger

### Finalista (2)
| N.º | Fecha                | Torneo                | Superficie | Oponente en la final | Resultado |
| --- | -------------------- | --------------------- | ---------- | -------------------- | --------- |
| 1.  | 26 de agosto de 2012 | Challenger de Segovia | Dura       | Evgeny Donskoy       | 1-6, 6-7  |
| 2.  | 4 de agosto de 2013  | Challenger de Segovia | Dura       | Pablo Carreño Busta  | 4-6, 6-7  |

### Dobles (21)
| N.º | Fecha                   | Torneo                     | Superficie | Pareja                | Oponentes en la final                    | Resultado           |
| --- | ----------------------- | -------------------------- | ---------- | --------------------- | ---------------------------------------- | ------------------- |
| 1.  | 1 de abril de 2012      | Challenger de Le Gosier    | Dura       | Pierre-Hugues Herbert | Paul Hanley Jordan Kerr                  | 7-5, 1-6, [10-7]    |
| 2.  | 7 de septiembre de 2013 | Challenger de Saint-Rémy   | Dura       | Pierre-Hugues Herbert | Marc Gicquel Josselin Ouanna             | 6-3, 6-7, [15-13]   |
| 3.  | 16 de febrero de 2014   | Challenger de Quimper      | Dura (i)   | Pierre-Hugues Herbert | Toni Androić Nikola Mektić               | 6-4, 6-3            |
| 4.  | 21 de febrero de 2016   | Challenger de Wrocław      | Dura (i)   | Pierre-Hugues Herbert | Nikola Mektić Antonio Šančić             | 6-3, 7-64           |
| 5.  | 6 de marzo de 2016      | Challenger de Quimper      | Dura (i)   | Tristan Lamasine      | Nikola Mektić Antonio Šančić             | 6-2, 4-6, [10-7]    |
| 6.  | 23 de julio de 2016     | Challenger de Recanati     | Dura       | Kevin Krawietz        | Ruben Bemelmans Adrián Menéndez-Maceiras | 6-3, 7-6            |
| 7.  | 6 de noviembre de 2016  | Challenger de Eckental     | Moqueta    | Kevin Krawietz        | Roman Jebavý Andrej Martin               | 6-7, 6-4, [10-7]    |
| 8.  | 13 de noviembre de 2016 | Challenger de Ortisei      | Dura (i)   | Kevin Krawietz        | Frank Dancevic Marko Tepavac             | 6-4, 6-4            |
| 9.  | 17.10.2020              | Challenger de Alicante     | Dura       | Enzo Couacaud         | Iñigo Cervantes Oriol Roca Batalla       | 4-6, 6-4, [10-2]    |
| 10. | 6 de noviembre de 2020  | Challenger de Parma 2      | Dura (i)   | Gregoire Barrere      | Sadio Doumbia Fabien Reboul              | 6-2, 6-4            |
| 11. | 21 de noviembre de 2020 | Challenger de Ortisei      | Dura (i)   | Andre Begemann        | Ivan Sabanov Matej Sabanov               | 6-3, 6-2            |
| 11. | 30 de enero de 2021     | Challenger de Quimper      | Dura (i)   | Gregoire Barrere      | James Cerretani Marc-Andrea Hüsler       | 5-7, 7-67, [10-8]   |
| 12. | 3 de octubre de 2021    | Challenger de Orléans      | Dura (i)   | Pierre-Hugues Herbert | Antoine Hoang Kyrian Jacquet             | 6-2, 2-6, [11-9]    |
| 13. | 29 de enero de 2022     | Challenger de Quimper      | Dura (i)   | David Vega Hernández  | Sander Arends David Pel                  | 3-6, 6-4, [10-8]    |
| 14. | 26 de febrero de 2022   | Challenger de Pau          | Dura (i)   | David Vega Hernández  | Karol Drzewiecki Kacper Żuk              | w/o                 |
| 15. | 26 de marzo de 2022     | Challenger de Biena        | Dura (i)   | Pierre-Hugues Herbert | Purav Raja Ramkumar Ramanathan           | 6-3, 6-4            |
| 17. | 23 de julio de 2022     | Challenger de Pozoblanco   | Dura       | Dan Added             | Victor Vlad Cornea Luis David Martínez   | 3-6, 6-1, [12-10]   |
| 18. | 8 de octubre de 2022    | Challenger de Alicante     | Dura       | Robin Haase           | Sanjar Fayziev Sergey Fomin              | 7-6(5), 7-5         |
| 19. | 15 de octubre de 2022   | Challenger de Saint-Tropez | Dura       | Dan Added             | Romain Arneodo Tristan-Samuel Weissborn  | 6-3, 3-6, [12-10]   |
| 20. | 4 de marzo de 2023      | Challenger de Pau          | Dura (i)   | Dan Added             | Julian Cash Constantin Frantzen          | 3-6, 6-1, [10-8]    |
| 21. | 25 de marzo de 2023     | Challenger de Saint-Brieuc | Dura (i)   | Dan Added             | Patrik Niklas-Salminen Bart Stevens      | 4-6, 7-6(7), [10-6] |